# Ивиковы журавли
«И́виковы журавли́» (нем. Die Kraniche des Ibykus) — баллада Фридриха Шиллера (1797) и её переложения на русский язык, выполненные В. А. Жуковским (1813) и Н. А. Заболоцким. Баллада пересказывает легендарный сюжет о том, что убийцу поэта Ивика видели чёрные журавли и позже указали на него перед собранием всех греков. Баллада была написана Шиллером по сюжету, который дал ему Иоганн Гёте в «год баллад».

## Сюжет
Поэт Ивик был смертельно ранен убийцами (по исходной легенде, подосланными к нему властителями, недовольными его популярностью в народе, — этот мотив в балладе отражения не нашёл) в безлюдном месте по дороге на Истмийские игры. Умирая, Ивик увидел в небе стаю журавлей и воззвал к ней с просьбой изобличить убийц. Множество людей, собравшихся на игры, были потрясены и возмущены убийством, однако не видели способа его раскрыть. Перед собравшимися была разыграна трагедия «Эвмениды» со впечатляющим хором эриний, поющим о неотвратимости возмездия преступникам. Бесчисленные зрители замерли, осмысляя представление, и в это время вдали раздался журавлиный клик — и тут один из убийц вскрикнул, обращаясь к другому: «То Ивиковы журавли!» — таким образом изобличив себя. Выдавшие себя преступники были немедленно приговорены к смертной казни.
Шиллер описывает кульминацию так:
«Парфений, слышишь?.. Крик вдали — 

То Ивиковы журавли!..» 

И небо вдруг покрылось тьмою;

И воздух весь от крыл шумит; 

И видят… чёрной полосою 

Станица журавлей летит.
(пер. В. А. Жуковского)

## Трактовка
Как отмечает И. М. Семенко, Фридрих Шиллер обогащает классический для античности мотив возмездия характерным романтическим мотивом силы искусства: именно ошеломление выступлением хора в ходе театрального представления заставляет убийц выдать себя.

## Влияние
Образ ивиковых журавлей получил широкое распространение в русской литературе и культуре. В частности, его использовал Иосиф Бродский в макароническом стихотворении «Два часа в резервуаре»:
Фройляйн, скажите: вас ист дас «инкубус»?

Инкубус дас ист айне кляйне глобус.

Нох гроссер дихтер Гёте задал ребус.

Унд ивиковы злые журавли,

из веймарского выпорхнув тумана,

ключ выхватили прямо из кармана.

И не спасла нас зоркость Эккермана.

И мы теперь, матрозен, на мели.
Бард Григорий Данской написал песню «Ивиковы журавли», упоминание об этой легенде содержится в книге «Дорога уходит в даль…» Александры Бруштейн, в детективе «Тушканчик в бигудях» Дарьи Донцовой, в песне «Транзитная пуля» группы «Зимовье Зверей» и т. д.